# Бруквил (Мериленд)
Бруквил (енгл. Brookeville) град је у америчкој савезној држави Мериленд.

## Демографија
По попису из 2010. године број становника је 134, што је 14 (11,7%) становника више него 2000. године.
| Група             | 2000.       | 2010.       |
| Белци             | 115 (95,8%) | 112 (83,6%) |
| Афроамериканци    | 0 (0,0%)    | 0 (0,0%)    |
| Азијати           | 0 (0,0%)    | 2 (1,5%)    |
| Хиспаноамериканци | 3 (2,5%)    | 15 (11,2%)  |
| Укупно            | 120         | 134         |